# Си Ло Грин
Томас ДеКарло Кэллавей-Бертон (англ. Thomas DeCarlo Callaway-Burton, род. 30 мая 1975) — американский певец, рэпер, автор песен и продюсер, более известный под своим сценическим псевдонимом Си Ло Грин (Cee Lo Green) или просто Cee Lo. Стал известен в качестве члена хип-хоп группы Goodie Mob, мировая слава же пришла благодаря участию в дуэте Gnarls Barkley с диджеем Danger Mouse и сольной карьере, в частности альбому The Lady Killer.

## Ранние годы
Томас родился в Атланте, штат Джорджия. Учился в известной атлантской старшей школе им. Бенджамина Мейза. Оба родителя Томаса были баптистскими священниками, поэтому первый музыкальный опыт он получил в церковном хоре. Отец умер, когда ребёнку было 2 года. Когда Томасу было 16, его мать, Шейла Дж. Тайлер-Кэллавей, попала в автокатастрофу и была парализована. Она умерла спустя 2 года, в 1992, когда её восемнадцатилетний сын только начал музыкальную карьеру в Goodie Mob. За год до этого брат Томаса — Элайз переехал в Канаду.
Смерть матери повергла Cee Lo в депрессию, что отразилось во многих его песнях на протяжении всей музыкальной карьеры. Среди них: «Free» Goodie Mob’а, «She Knows», «A Little Better». Особенно сильно Cee Lo выражает любовь к своей матери в песне «Guess Who» из альбома Goodie Mob «Soul Food»
Cee-Lo описывает себя в юности как «головорез». В возрасте 10-ти лет одним из его хобби были пытки бродячих животных. Учась в старшей школе, он нередко занимался нападениями на бездомных и грабежом прохожих. Сейчас он говорит о тех временах с печальной усмешкой: «Я был попросту маньяком».

## Goodie Mob
Вместе с рэперами Big Gipp, Т-Мо и Khujo, Cee Lo Green был членом хип-хоп группы Goodie Mob из Атланты. При этом Томас был самым молодым из четвёрки. В 1999 году во время создания альбома «World Party», Cee Lо покинул группу, чтобы начать сольную карьеру под началом лейбла Arista Records, тогда как Goodie Mob продолжили работать с Koch Records. Cee Lo и Goodie Mob продолжали сотрудничать, однако следующий альбом группы, казалось, дразнил покинувшего их Томаса своим названием: «One Monkey Don’t Stop No Show». Группа прямо высказывалась, что это более чем простой удар по Arista Records и музыкальной индустрии в целом.
В 2005 году Cee Lo и Big Gipp отметили в интервью, что певец и его бывшая группа снова в хороших отношениях и даже вместе работают над новым альбомом. Однако, ни названия альбома, ни даты его выхода названо не было. Но в этом же году стало известно, о каком проекте говорили музыканты. Песня «Hold On», написанная Big Boi’ем для альбома Purple Ribbon All-Stars (объединение рэп и хип-хоп исполнителей Южных Штатов США) «Got Purp? Vol 2» была первой записанной Goodie Mob со всеми четырьмя членами песней со времён альбома «World Party».

## Сольная карьера
Карьера Cee Lo в Arista Records была недолгой. Она закончилась уже после двух альбомов из-за низких продаж. Первый альбом «Cee-Lo Green and His Perfect Imperfections» (2002) был в духе многих других релизов Dungeon Family (к которой принадлежал и Goodie Mob), с отсылками к южному соулу, джазу и фанку, однако он уже выявил отклонение от стиля бывшей группы и рост Cee Lo как солиста. Все композиции были написаны исключительно им. Альбом продавался слабо, но принёс автору некоторую известность благодаря синглу «Closet Freak».
Второй альбом «Cee-Lo Green… Is the Soul Machine» (2004) привнёс более широкий звуковой спектр и более глубокое погружение в южный рэп. Свидетельство тому — сотрудничество с Ludacris, T.I., Pharrell, Timbaland, The Neptunes, Chase And Status и Jazze Pha. Этот альбом показал углубление Cee Lo в другие музыкальные стили кроме традиционного рэпа. Timbaland попробовал стать продюсером Cee Lo, после того как их сингл «I’ll Be Around» имел умеренный успех. «The One» совместно с Jazze Pha и T.I. также был выпущен как сингл. На волне успеха, Arista выпустили коллекцию из 17-ти лучших хитов Cee Lo Green’а: «Closet Freak: The Best of Cee-Lo Green the Soul Machine». Туда были включены, в основном, сольные песни Cee Lo, а также несколько композиций Goodie Mob.
В 2008 году был выпущен трек «Falling», который вошёл в саундтрек к видео-игре «Robert Ludlum’s The Bourne Conspiracy». Продюсировал песню британский транс-диджей Пол Окенфолд, который работал над саундтреком игры. На песню был снят клип, в котором использовались моменты из игры; также этот клип имеет сходство с клипом Moby на песню «Extreme Ways», которая была саундтреком для фильмов о Джейсоне Борне: например, в начале клипов показывают Джейсона Борна, который превращается в певца.
19 августа 2010 года Cee Lo Green представил сингл «Fuck You!» на видеохостинге YouTube, вместо запланированного релиза вместе с новым альбомом. Меньше чем за неделю его посмотрели более двух миллионов человек, песня мгновенно стала хитом. Через две недели был представлен официальный клип. 9 ноября Elektra Records выпустили сам альбом — «The Lady Killer». 1 декабря 2010 года Cee Lo Green получил 4 номинации на премию «Гремми» за песню «Fuck You!».
Обсуждая последний альбом, The Lady Killer (впервые выпущенный 9 ноября 2010 года Elektra Records и Roadrunner Records), Си Ло сказал: «Я считаю, это более ясный, чёткий, выдержанный, содержательный, цельный альбом. Это законченная мысль, потому что он написан будто саундтрек к фильму. Альбом должен пониматься как кинофильм, понимаете? Я ещё никогда не использовал такой подход к написанию альбома.» Альбом был сертифицирован как «золотой» в Британии 6 декабря 2010 года.
Си Ло выпустил альбом «The Lady Killer»: Платиновое издание 28 ноября 2011 года. Туда вошли 16 песен, входивших в первоначальный альбом (включая ремиксы синглов «Bright Lights Bigger City» (с Wiz Khalifa) и «I Want You» (Hold On To Love) плюс дополнительный трек, написанный Бруно Марсом, «Anyway».

## Gnarls Barkley
С диджеем Danger Mouse (Брайан Бёртон) Cee Lo Green познакомился, когда тот стал вторым на конкурсе талантов в Университете Джорджии в 1998. После концерта Бёртон дал Cee Lo инструментальную демозапись и попросил позвонить ему, если он заинтересуется. Они не контактировали до тех пор, пока Cee Lo не предложили поучаствовать в ремиксе песни Danger Mouse и Jemini «What U Sittin' On?». Они снова работали вместе в 2005 над альбомом Danger Mouse и MF Doom «The Mouse and The Mask» над песней «Benzi Box» где Cee Lo исполнил припев.
Их первый совместный альбом, «St. Elsewhere», был выпущен 24 апреля 2006 в Великобритании и 2 мая 2006 в США. «St. Elsewhere» стал № 1 в чартах Соединённого Королевства, также как их первый сингл «Crazy». «Crazy» стал первым синглом, поднявшимся на первую строчку британских чартов, основанный только на продаже цифровых версий. Альбом до сих пор является самым прибыльным для Cee Lo Green’а, всего в США было продано 3 миллиона копий. Второй альбом Gnarls Barkley, названный «The Odd Couple», был выпущен в марте 2008.

## Будущие проекты
Сейчас Cee Lo Green работает вместе с продюсером Jazze Pha над альбомом под названием «Happy Hour». Песни «Happy Hour», «Man of the Hour» и «Disco Bitch» (совместно с The Pussycat Dolls), которые войдут в альбом, уже выпущены в качестве синглов. Jazze Pha создал множество хитов со многими артистами, но этот альбом — его дебют в качестве рэпера и певца. Вместе с сопродюсером Cee Lo они примерно поровну участвуют в исполнении и продюсировании альбома.
Бывшая участница группы The Pussycat Dolls, а ныне сольная певица Мелоди Торнтон утверждает, что сейчас работает с Cee Lo над новым сольным альбомом.
Также ходят слухи, что Cee Lo Green вместе с лидером группы OneRepublic — Райаном Теддером занят в готовящемся к выходу альбоме британского диджея Пола Окенфолда.

## Личная жизнь
В 2000 году Cee Lo женился на давней подруге Кристине Шанта Джонсон, но уже в 2005 пара развелась. В браке у него родился сын Кингстон. Кроме того, Cee Lo стал приёмным отцом для двух дочерей Кристины: Сьерры и Кэлы. В 2010 году 20-летняя Сьерра родила сына, сделав Cee Lo дедушкой в 35 лет. Интересно, что Кингстон уже начал свою музыкальную карьеру, поучаствовав в записи вступления к альбому «Cee-Lo Green… Is the Soul Machine».

## Кино и телевидение
В 1999 Cee Lo вместе с остальными членами Goodie Mob снялся камео в комедии «Mystery Men», как член группы Not So Goodie Mob. Кроме того, Cee Lo Green занимался озвучиванием персонажей в американских анимационных телесериалах, таких как Шоу Брака и Гетто.
Сингл Cee Lo «What Part of Forever» вошёл в саундтрек фильма Сумерки. Сага. Затмение, вышедшего в 2010.
Сингл «Bright Light, Bigger City» стал темой PPV WWE SummerSlam 2011. Cee Lo выступил на самом PPV.
Один из наставников участников американского музыкального шоу талантов The Voice.
Снялся в роли самого себя в сериале Nickelodeon How to rock.
Снялся в сериале «Управление гневом» (8 серия второго сезона).
Появлялся в эпизодах мультипликационных сериалов «Американский папаша» и «Южный Парк».
Участвовал в одном из эпизодов телепрограммы «Дома на деревьях» транслируемой каналом «Animal Planet».

## Дискография

### Студийные альбомы
| Название                                                                         | Подробности                                           | Высшая позиция в чартах | Высшая позиция в чартах | Высшая позиция в чартах | Высшая позиция в чартах | Высшая позиция в чартах | Высшая позиция в чартах | Высшая позиция в чартах | Высшая позиция в чартах | Высшая позиция в чартах | Высшая позиция в чартах | Сертификация (порог продаж)                   | Продажи      |
| Название                                                                         | Подробности                                           | US                      | US R&B                  | AUS                     | BEL (Fla)               | CAN                     | CHE                     | DNK                     | FRA                     | NLD                     | UK                      | Сертификация (порог продаж)                   | Продажи      |
| -------------------------------------------------------------------------------- | ----------------------------------------------------- | ----------------------- | ----------------------- | ----------------------- | ----------------------- | ----------------------- | ----------------------- | ----------------------- | ----------------------- | ----------------------- | ----------------------- | --------------------------------------------- | ------------ |
| Cee-Lo Green and His Perfect Imperfections                                       | - Дата выхода: 2 апреля 2002 - Лейбл: Arista          | 11                      | 2                       | —                       | —                       | —                       | —                       | —                       | —                       | —                       | —                       |                                               |              |
| Cee-Lo Green… Is the Soul Machine                                                | - Дата выхода: 2 марта 2004 - Лейбл: Arista           | 13                      | 2                       | —                       | —                       | —                       | —                       | —                       | —                       | —                       | —                       |                                               |              |
| The Lady Killer                                                                  | - Дата выхода: 9 ноября 2010 - Лейбл: Elektra, Asylum | 9                       | 2                       | 24                      | 51                      | 29                      | 56                      | 38                      | 90                      | 43                      | 3                       | - IRL: Золото - UK: 2× Платина - RIAA: Золото | США: 600,700 |
| «—» обозначает релизы, которые не были в чартах или не выпускались в этой стране |                                                       |                         |                         |                         |                         |                         |                         |                         |                         |                         |                         |                                               |              |

### Синглы
| Год                                                                              | Название                                                 | Высшая позиция в чартах | Высшая позиция в чартах | Высшая позиция в чартах | Высшая позиция в чартах | Высшая позиция в чартах | Высшая позиция в чартах | Высшая позиция в чартах | Высшая позиция в чартах | Высшая позиция в чартах | Высшая позиция в чартах | Сертификация                                                                                 | Альбом                                     |
| Год                                                                              | Название                                                 | US                      | US R&B                  | AUS                     | BEL (Fla)               | CAN                     | DNK                     | IRL                     | NLD                     | SWE                     | UK                      | Сертификация                                                                                 | Альбом                                     |
| -------------------------------------------------------------------------------- | -------------------------------------------------------- | ----------------------- | ----------------------- | ----------------------- | ----------------------- | ----------------------- | ----------------------- | ----------------------- | ----------------------- | ----------------------- | ----------------------- | -------------------------------------------------------------------------------------------- | ------------------------------------------ |
| 2002                                                                             | «Closet Freak»                                           | 98                      | 56                      | —                       | —                       | —                       | —                       | —                       | —                       | —                       | —                       |                                                                                              | Cee-Lo Green and His Perfect Imperfections |
| 2002                                                                             | «Gettin' Grown»                                          | —                       | —                       | —                       | —                       | —                       | —                       | —                       | —                       | —                       | —                       |                                                                                              | Cee-Lo Green and His Perfect Imperfections |
| 2004                                                                             | «I’ll Be Around»                                         | —                       | 52                      | —                       | —                       | —                       | —                       | —                       | —                       | —                       | —                       |                                                                                              | Cee-Lo Green… Is the Soul Machine          |
| 2004                                                                             | «The One»                                                | —                       | 82                      | —                       | —                       | —                       | —                       | —                       | —                       | —                       | —                       |                                                                                              | Cee-Lo Green… Is the Soul Machine          |
| 2010                                                                             | «Fuck You!»                                              | 2                       | 57                      | 5                       | 12                      | 7                       | 2                       | 6                       | 3                       | 6                       | 1                       | - US: 5× Платина - AUS: 2× Платина - CAN: 3× Платина - DNK: Gold - NZ: Платина - UK: Платина | The Lady Killer                            |
| 2010                                                                             | «It’s OK»                                                | —                       | —                       | —                       | 54                      | —                       | —                       | 31                      | 94                      | —                       | 20                      |                                                                                              | The Lady Killer                            |
| 2011                                                                             | «Bright Lights Bigger City»[A] (совместно с Wiz Khalifa) | 102                     | —                       | —                       | 33                      | 83                      | —                       | 36                      | 23                      | —                       | 13                      | - NZ: Платина                                                                                | The Lady Killer                            |
| 2011                                                                             | «I Want You (Hold on to Love)»                           | —                       | —                       | —                       | —                       | —                       | —                       | —                       | 82                      | —                       | 90                      |                                                                                              | The Lady Killer                            |
| 2011                                                                             | «Cry Baby»                                               | —                       | —                       | —                       | —                       | —                       | —                       | —                       | —                       | —                       | 58                      |                                                                                              | The Lady Killer                            |
| 2011                                                                             | «Anyway»                                                 | —                       | —                       | —                       | —                       | —                       | —                       | —                       | —                       | —                       | 52                      |                                                                                              | The Lady Killer                            |
| «—» обозначает релизы, которые не были в чартах или не выпускались в этой стране |                                                          |                         |                         |                         |                         |                         |                         |                         |                         |                         |                         |                                                                                              |                                            |

#### Рекламные синглы
| 2007                                                                             | «Less Than an Hour» (Nas совместно с Cee Lo Green)            | —   | —  | Rush Hour 3 soundtrack |
| 2010                                                                             | «Georgia»                                                     | —   | —  | The Lady Killer        |
| 2010                                                                             | «No One’s Gonna Love You»                                     | —   | —  | The Lady Killer        |
| 2011                                                                             | «Fool for You»[C] (совместно с Филиппом Бэйли и Мелани Фиона) | 101 | 13 | The Lady Killer        |
| 2011                                                                             | «Love Is a Battlefield»[D] (совместно с Викки Мартинес)       | 102 | —  | The Voice              |
| «—» обозначает релизы, которые не были в чартах или не выпускались в этой стране |                                                               |     |    |                        |

## Награды и номинации

### BET Awards
| Год  | Работа или исполнитель | Награда                        | Результат |
| ---- | ---------------------- | ------------------------------ | --------- |
| 2011 | Си Ло Грин             | Лучший мужчина-исполнитель R&B | Номинация |
| 2011 | Си Ло Грин             | Centric Award                  | Номинация |

### Billboard Music Awards
| Год  | Работа или исполнитель | Награда                 | Результат |
| ---- | ---------------------- | ----------------------- | --------- |
| 2010 | Cee Lo Green           | Вирусный инноватор года | Победа    |

### Brit Awards
| Год  | Работа или исполнитель | Награда                                  | Результат |
| ---- | ---------------------- | ---------------------------------------- | --------- |
| 2011 | The Lady Killer        | Лучший международный альбом              | Номинация |
| 2011 | Cee Lo Green           | Лучший международный исполнитель-мужчина | Победа    |

### Грэмми
| Год  | Работа или исполнитель | Награда                                          | Результат |
| ---- | ---------------------- | ------------------------------------------------ | --------- |
| 2007 | «Crazy»                | Лучшая запись года                               | Номинация |
| 2007 | «Crazy»                | Лучшее урбан- или альтернативное исполнение      | Победа    |
| 2007 | St. Elsewhere          | Лучший альбом года                               | Номинация |
| 2007 | St. Elsewhere          | Лучший альбом альтернативной музыки              | Победа    |
| 2009 | «Going On»             | Лучшее вокальное поп-исполнение дуэта или группы | Номинация |
| 2009 | The Odd Couple         | Лучший альбом альтернативной музыки              | Номинация |
| 2011 | «Fuck You!»            | Лучшая запись года                               | Номинация |
| 2011 | «Fuck You!»            | Лучшая песня года                                | Номинация |
| 2011 | «Fuck You!»            | Лучшее урбан- или альтернативное исполнение      | Победа    |
| 2011 | «Fuck You!»            | Лучшее короткое музыкальное видео                | Номинация |
| 2012 | «Fool For You»         | Лучшее традиционное R&B исполнение               | Победа    |
| 2012 | «Fool For You»         | Лучшая R&B песня                                 | Победа    |
| 2012 | The Lady Killer        | Лучший вокальный поп-альбом                      | Номинация |